# جيوفري آدامز (دبلوماسي)
جيوفري آدامز (بالإنجليزية: Geoffrey Adams)‏ هو دبلوماسي بريطاني، ولد في 11 يونيو 1957.